# Fri planet

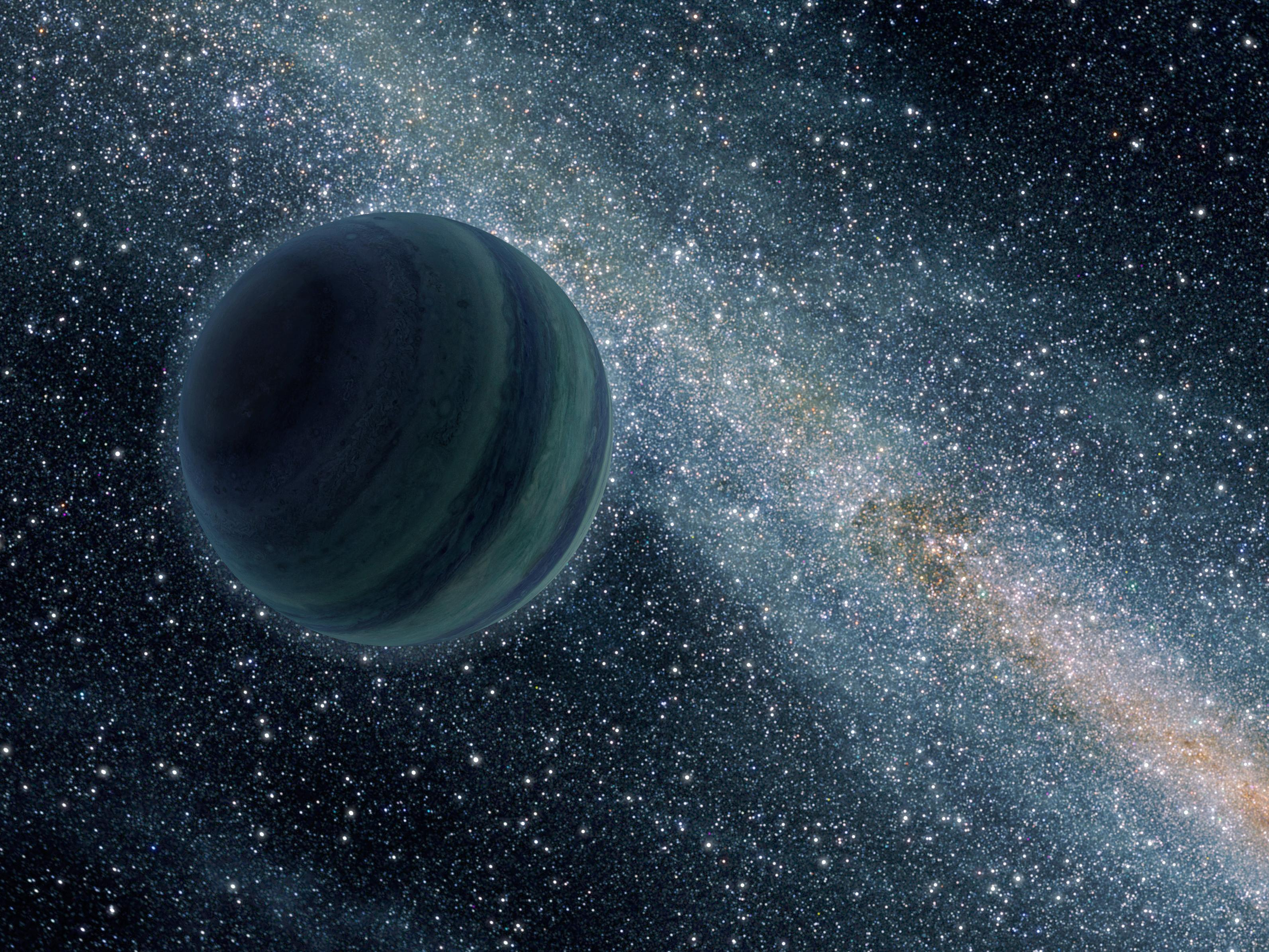
Konstnärens föreställning av en fri planet av Jupiter-storlek.

En fri planet eller interstellär planet är ett objekt som har en massa som motsvarar en planets, men som inte är bunden av gravitationen till någon stjärna, utan färdas genom rymden som ett oberoende objekt. Flera astronomer hävdar att de har hittat sådana objekt (till exempel Cha 110913-773444), men dessa fynd har förblivit obekräftade. Planeten PSO J318.5-22 av Jupiters storlek upptäcktes av en slump 2013 av forskare vid University of Hawaii  direktavbildad. Forskarna såg en planet svävandes omkring i rymden utan någon stjärna att röra sig kring. Planeten befinner sig 80 ljusår från jorden och är uppskattningsvis bara 12 miljoner år gammal.

Vissa astronomer hänvisar till dessa objekt som "planeter" vanligtvis för att de tror att dessa objekt har sitt ursprung som planet runt en stjärna, men kastats ur sin omloppsbana. Andra menar att definitionen av en planet ska vara beroende av dess nuvarande observerade tillstånd och inte dess ursprung. Dessa objekt kan ha bildats av sig själva likt sub-bruna dvärgar genom att gas samlats och kollapsat på samma sätt som när stjärnor bildas.

## Att behålla värmen i den interstellära rymden
Ytorna på interstellära planeter antas vara utsatta för extremt mörker. 1998 gav David J. Stevenson ut en artikel med titeln "Possibility of Life Sustaining Planets in Interstellar Space." I denna artikel teoretiserade Stevenson över att vissa vandrande objekt som Stevenson kallar "planeter" och som driver runt i den stora interstellära rymden, kunde ha en tjock atmosfär som inte skulle frysa på grund av värmeförluster. Detta skulle åstadkommas genom att den har en atmosfär som är ogenomskinlig för infraröd strålning genom att denna skulle innehålla vätgas.
Det tros vara så att under skapelseprocessen kan protoplaneter, som är föregångare till planeterna när ett solsystem bildas, skickas ut från planetsystemet. Med den begränsade mängd ultraviolett ljus som en sådan protoplanet skulle få när den fjärmar sig från sin stjärna, blir det lättare för planetens tidiga atmosfär, som innehåller väte och helium, att bli kvar även runt en kropp av jordens storlek.
Geotermisk energi som kommer från radioaktivt sönderfall skulle sedan kunna ge tillräckligt med värme för att hålla temperaturen över vattnets fryspunkt. På detta sätt föreslås det att interstellära planeter med stora flytande oceaner av vatten kan existera. Det föreslås vidare att dessa kroppar kan behålla sin geologiska aktivitet under en lång tidsperiod och att de kan förse planeten med en, geodynamiskt skapad, skyddande magnetosfär och möjligen en vulkaniskt aktiv havsbotten där liv kan utvecklas. Författaren medger att sådana kroppar är mycket svåra att upptäcka då de ger ifrån sig mycket lite strålning.
Om jordlika planeter med varsin måne lik vår egen skulle skickas ut ur sitt solsystemet skulle fem procent av dessa planeter behålla sin måne efter att de skickats ut. En stor måne skulle kunna vara en betydande energikälla genom att månens tidvattenkrafter drar i planetytan.